# Chá da Alice
Chá da Alice é um evento musical brasileiro criado em 2009 na cidade do Rio de Janeiro por Pablo Falcão e Pedro Nercessian.

## História

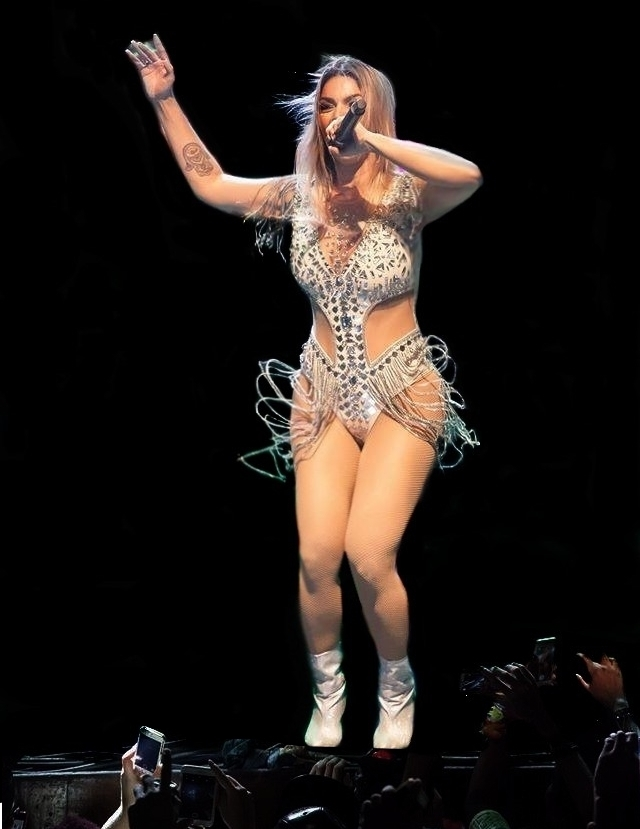
Kelly Key foi a primeira artista a se apresentar no Chá da Alice.

Em 2009 o empresário Pablo Falcão decidiu comemorar seu aniversário com uma festa em grande escala em uma casa de eventos no Rio de Janeiro para 1,5 mil pessoas, cujo toda temática foi inspirada no filme da Walt Disney Alice no País das Maravilhas. Devido ao sucesso da festa, ele começou a receber convites de produtores para realizar novamente o evento com aquela temática aberto ao público geral, decidindo então criar o evento Chá da Alice em parceria com o ator Pedro Nercessian. Além da decoração inspirada no filme, o evento também trazia artistas circenses vestidos dos personagens da história recebendo os convidados, circulando entre eles e pendurados em cabos suspensos durante o acontecimento, tendo também vinho servido em xícaras de chá para os participantes.
DJs apresentavam um repertório de música pop mundial, mas especialmente nacional, visando valorizar o pop realizado no Brasil. O conceito visual do Chá da Alice foi criado pela designer gráfica Giselle Almeida, referenciando que seria uma noite diferente, como no universo da história de Alice. Sem um local fixo, sua realização foi em diversas casas de show no Rio de Janeiro no primeiro ano. Em 23 de julho de 2010, após diversas edições no Rio de Janeiro, foi realizado a primeira edição do evento em outra cidade, sendo realizado no Via Marques Club, em São Paulo, levando 1,500 pessoas. Até 2011 trinta edições haviam sido realizadas.
Em 2012, visando transformar a festa definitivamente em um evento musical de grande forte, os criadores mudaram a estrutura do Chá de Alice, inserindo um palco nas edições e cenários temáticos, além de contratarem artistas para fazer shows durante a realização. Segundo Pablo Falcão os organizadores perceberam que o público queria um espetáculo, muito além de uma festa comum, que também desse a oportunidade de ver grandes artistas. Em 17 de fevereiro, a estreia da nova fase foi com a cantora Kelly Key, que trouxe a participação especial de Jullie durante a apresentação de "Baba". Kelly foi convidada novamente no mês seguinte, em 27 de março, para realizar outra apresentação. Em 2013, devido ao sucesso da cantora Anitta, o evento foi modificado, aderindo um palco maior, com cenários e estrutura com maior produzida. Em 28 de março de 2013 ano foi realizada a primeira edição em Brasília.

## Artistas que se apresentaram

### 2012
| Artista   | Data                    | Local                                    | Ref.   |
| --------- | ----------------------- | ---------------------------------------- | ------ |
| Kelly Key | 17 de fevereiro de 2012 | Circo Voador (Rio de Janeiro)            | [ 10 ] |
| Jullie    | 23 de março de 2012     | The Week (Rio de Janeiro)                | [ 11 ] |
| Kelly Key | 27 de março de 2012     | The Week (Rio de Janeiro)                | [ 8 ]  |
| Preta Gil | 12 de maio de 2012      | Espaço Ação e Cidadania (Rio de Janeiro) | [ 12 ] |

### 2013
| Artista             | Data                   | Local                               | Ref.   |
| ------------------- | ---------------------- | ----------------------------------- | ------ |
| Tati Quebra-Barraco | 8 de fevereiro de 2013 | Circo Voador (Rio de Janeiro)       | [ 13 ] |
| LS Jack             | 4 de maio              | Circo Voador (Rio de Janeiro)       | [ 14 ] |
| Anitta              | 22 de maio de 2013     | Fundição Progresso (Rio de Janeiro) | [ 15 ] |
| Daniela Mercury     | 31 de maio de 2013     | Clube Monte Líbano (Rio de Janeiro) | [ 16 ] |
| Anitta              | 23 de junho de 2013    | Fundição Progresso (Rio de Janeiro) | [ 17 ] |
| Wanessa Camargo     | 9 de agosto            | Vivo Rio (Rio de Janeiro)           | [ 18 ] |
| Ludmilla            | 16 de novembro         | Clube Monte Líbano (Rio de Janeiro) | [ 19 ] |
| Tati Quebra-Barraco | 16 de novembro         | Clube Monte Líbano (Rio de Janeiro) | [ 19 ] |
| Netinho             | 19 de novembro         | Circo Voador (Rio de Janeiro)       | [ 20 ] |

### 2014
| Artista         | Data           | Local                               | Ref.   |
| --------------- | -------------- | ----------------------------------- | ------ |
| Kelly Key       | 25 de janeiro  | The Week (Rio de Janeiro)           | [ 6 ]  |
| Valesca         | 28 de junho    | Fundição Progresso (Rio de Janeiro) | [ 21 ] |
| Luka            | 16 de agosto   | Victoria Haus (Brasília)            | [ 22 ] |
| Ludmilla        | 4 de outubro   | Circo Voador (Rio de Janeiro)       | [ 23 ] |
| Anitta          | 26 de dezembro | Fundição Progresso (Rio de Janeiro) | [ 24 ] |
| Valesca         | 26 de dezembro | Fundição Progresso (Rio de Janeiro) | [ 24 ] |
| Preta Gil       | 28 de dezembro | Fundição Progresso (Rio de Janeiro) | [ 25 ] |
| Wanessa Camargo | 28 de dezembro | Fundição Progresso (Rio de Janeiro) | [ 25 ] |

### 2015
| Artista        | Data           | Local                         | Ref.   |
| -------------- | -------------- | ----------------------------- | ------ |
| Lorena Simpson | 13 de março    | The Week (Rio de Janeiro)     | [ 26 ] |
| Alinne Rosa    | 17 de abril    | Circo Voador (Rio de Janeiro) | [ 27 ] |
| Preta Gil      | 25 de abril    | NET Live (Brasília)           | [ 28 ] |
| Ludmilla       | 14 de junho    | Clube Espanhol (Salvador)     | [ 29 ] |
| Alinne Rosa    | 14 de junho    | Clube Espanhol (Salvador)     | [ 29 ] |
| Ivete Sangalo  | 31 de julho    | Riocentro (Rio de Janeiro)    | [ 30 ] |
| Luka           | 19 de setembro | Edub Two (Sorocaba)           | [ 31 ] |
| Claudia Leitte | 22 de novembro | Alto do Andú (Salvador)       | [ 32 ] |

### 2016
| Artista            | Data           | Local                                     | Ref.   |
| ------------------ | -------------- | ----------------------------------------- | ------ |
| Anitta + Kelly Key | 2 de janeiro   | Circo Voador (Rio de Janeiro)             | [ 33 ] |
| Alinne Rosa        | 31 de janeiro  | Avenida Brigadeiro Faria Lima (São Paulo) | [ 34 ] |
| Ludmilla           | 23 de março    | Fundição Progresso (Rio de Janeiro)       | [ 35 ] |
| Anitta             | 16 de abril    | Universidade de Brasília (Brasília)       | [ 36 ] |
| Preta Gil          | 25 de maio     | Victoria Haus (Brasília)                  | [ 37 ] |
| Ivete Sangalo      | 1 de julho     | Barra Music (Rio de Janeiro)              | [ 38 ] |
| Anitta             | 16 de setembro | Serraria Souza Pinto (Belo Horizonte)     | [ 39 ] |

### 2017
| Artista       | Data                                  | Local                                 | Ref.   |
| ------------- | ------------------------------------- | ------------------------------------- | ------ |
| Alinne Rosa   | 27 de janeiro                         | Via Matarazzo (São Paulo)             | [ 40 ] |
| Xuxa          | Turnê (28 de abril – 14 de outubro)   | Turnê (28 de abril – 14 de outubro)   | [ 41 ] |
| Elba Ramalho  | 14 de junho                           | Vivo Rio (Rio de Janeiro)             | [ 42 ] |
| Rouge         | Turnê (13 de outubro – 2 de dezembro) | Turnê (13 de outubro – 2 de dezembro) | [ 43 ] |
| Pabllo Vittar | 24 de novembro                        | Fundição Progresso (Rio de Janeiro)   | [ 44 ] |

### 2018
| Artista             | Data           | Local                                     | Ref.   |
| ------------------- | -------------- | ----------------------------------------- | ------ |
| Rouge               | 4 de maio      | FM Hall Marina da Glória (Rio de Janeiro) | [ 45 ] |
| Valesca             | 4 de maio      | FM Hall Marina da Glória (Rio de Janeiro) | [ 45 ] |
| Preta Gil           | 4 de maio      | FM Hall Marina da Glória (Rio de Janeiro) | [ 45 ] |
| Valesca             | 27 de julho    | Circo Voador (Rio de Janeiro)             | [ 46 ] |
| Tati Quebra-Barraco | 27 de julho    | Circo Voador (Rio de Janeiro)             | [ 46 ] |
| Valesca             | 17 de agosto   | Avalon Music (Juiz de Fora)               | [ 47 ] |
| Rouge               | 11 de outubro  | Vivo Rio (Rio de Janeiro)                 | [ 48 ] |
| Xuxa                | 24 de novembro | Espaço RioMar (Fortaleza)                 | [ 49 ] |

### 2019
| Artista  | Data          | Local                         | Ref.   |
| -------- | ------------- | ----------------------------- | ------ |
| Ludmilla | 12 de janeiro | Áudio Club (Rio de Janeiro)   | [ 50 ] |
| Lexa     | 25 de janeiro | Via Matarazzo (São Paulo)     | [ 51 ] |
| Lexa     | 1 de março    | Circo Voador (Rio de Janeiro) | [ 51 ] |

## Outros empreendimentos

### Turnês
| Data    | Título               | Artista | Ref.   |
| ------- | -------------------- | ------- | ------ |
| 2015–16 | Chá da Anitta        | Anitta  |        |
| 2016–17 | XuChá: O Chá da Xuxa | Xuxa    | [ 52 ] |
| 2017–18 | Chá Rouge            | Rouge   | [ 53 ] |

### Bloco do Chá
Desde 2014 ocorre o Bloco do Chá, um bloco de Carnaval comandado por um artista em especial, que percorre a Avenida Brigadeiro Faria Lima, em São Paulo, no mesmo circuito que outros tradicionais.
| Comandado por | Data                    | Público   |
| ------------- | ----------------------- | --------- |
| Netinho       | 28 de fevereiro de 2014 | 20.000    |
| Alinne Rosa   | 31 de janeiro de 2016   | 100.000   |
| Alinne Rosa   | 18 de fevereiro de 2017 | 20.000    |
| Rouge         | 11 de fevereiro de 2018 | 1.600.000 |
| Aline Wirley  | 24 de fevereiro de 2019 | 20.000    |